# Mark Crislip
 (décembre 2016).
 (octobre 2018).
Mark Alden Crislip (né en avril 1957) est un médecin traitant les maladies infectieuse à Portland,Oregon. Il est aussi chef des maladies infectieuse au systeme hospitalier de  Legacy health. Crislip héberge le quackcast podcast. Il a aussi produit 2 autres podcasts, écrit et édité plusieurs livres, et écrit régulièrement pour des blogs liés à la médecine. Il est cofondateur de The institute for Science in Medicine ainsi que cofondateur et actuel président de the Society for Science-Based Medicine.